# Thiết bị gia dụng

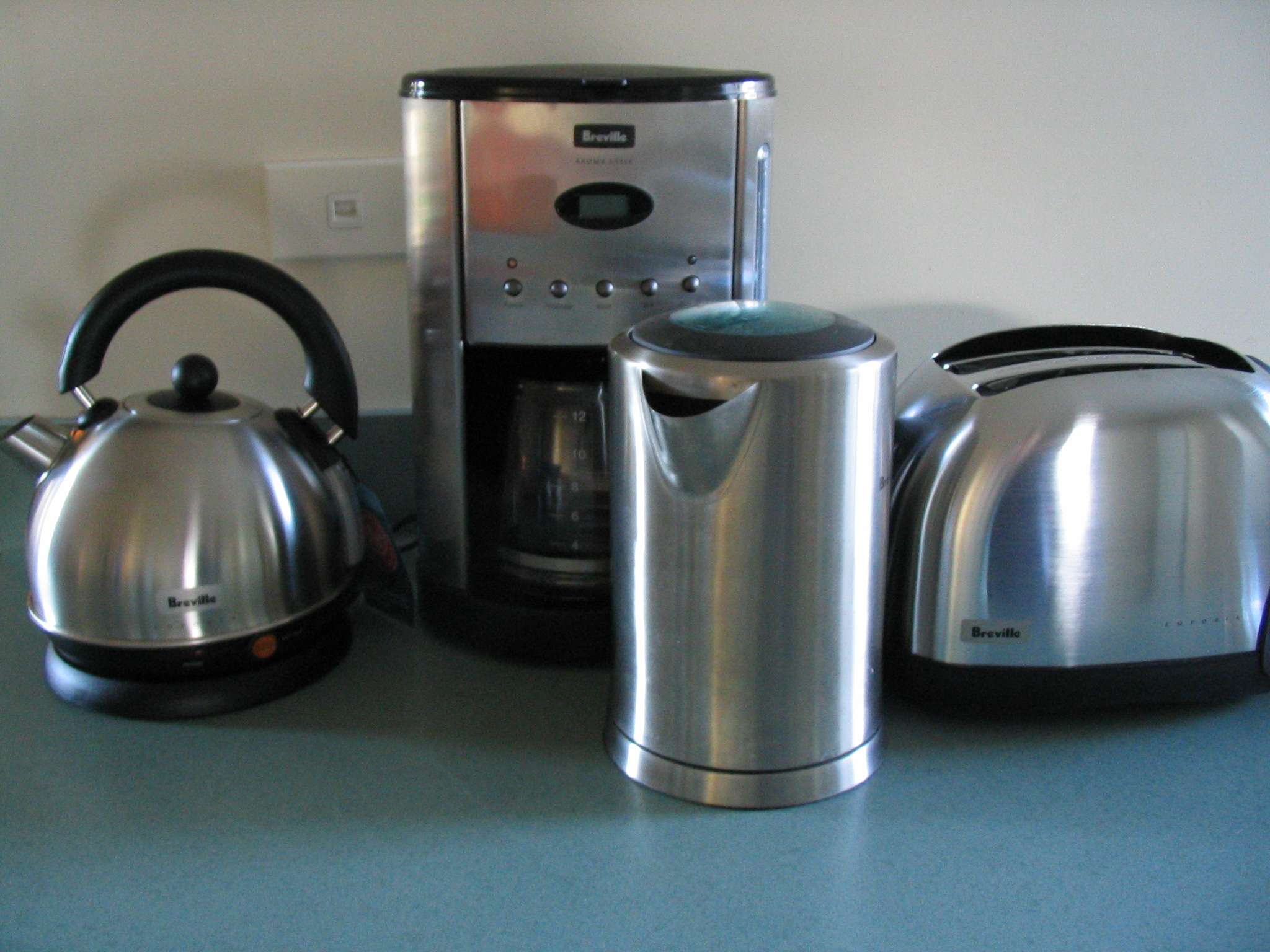
Một vài thiết bị điện nhỏ trong nhà bếp

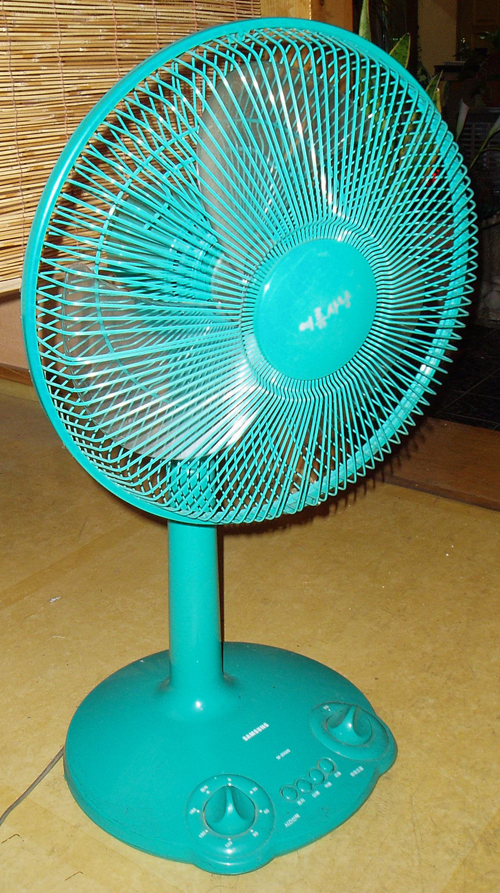
Quạt, một thiết bị gia dụng thông dụng trong gia đình

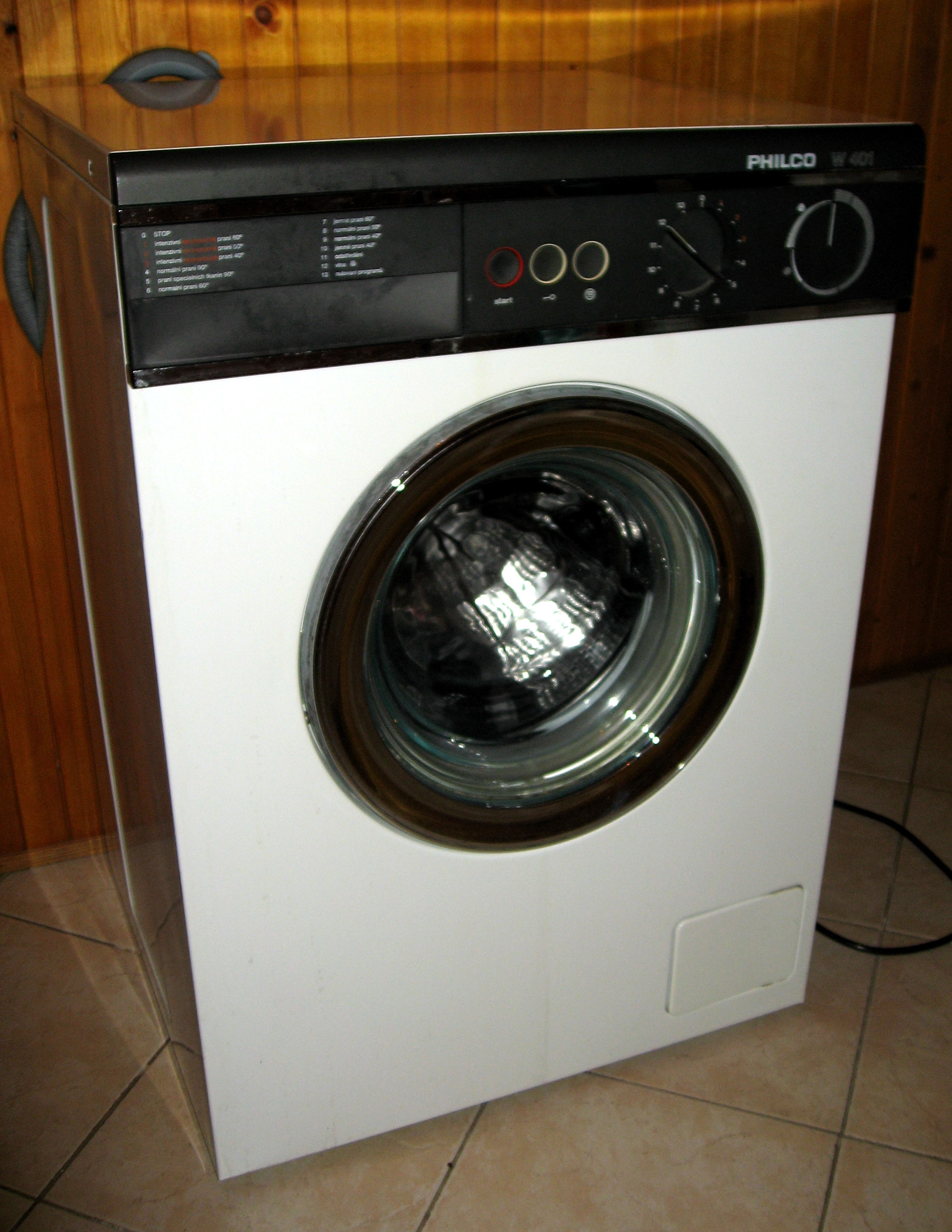
Máy giặt

Thiết bị gia dụng hay đồ gia dụng, hàng điện là tên gọi chỉ chung cho những vật dụng, mặt hàng, thiết bị được trang bị và sử dụng để phục vụ cho các tiện nghi, tiện ích nhằm đáp ứng nhu cầu sử dụng thường xuyên cho sinh hoạt hàng ngày đối với một gia đình, hộ gia đình. Thông thường thiết bị gia dụng được đề cập đến các thiết bị điện, điện lạnh gia dụng có công dụng phục vụ cho sinh hoạt và một số chức năng trong gia đình, chẳng hạn như nấu ăn hoặc làm lạnh, bảo quản thực phẩm, âm thanh, ánh sáng.

## Phân loại
Thiết bị gia dụng bao gồm thiết bị điện gia dụng và thiết bị điện tử gia dụng (hay Hàng điện tử gia dụng):
- Thiết bị giặt ủi: máy giặt, máy sấy khô quần áo, bàn ủi
- Thiết bị nhà bếp: 
  - Nấu ăn và nướng: lò, lò nướng, lò vi ba, bếp điện hoặc các thiết bị chạy bằng than đá hoặc khí đốt
  - Rửa: Máy rửa bát
  - Làm mát và làm đông lạnh: tủ lạnh, tủ đông,...
  - Thiết bị điện nhỏ: máy trộn, máy pha cà phê, những máy chế biến thực phẩm, máy xay sinh tố, máy nướng bánh mì, ấm đun nước,...
  - Đồ dùng nhà bếp đơn giản như dao kéo, chậu và cả khăn lau chén.
- Điều hòa phòng: quạt điện, quạt sưởi, độ ẩm, máy điều hòa không khí, máy lạnh
- Thiết bị làm sạch: máy hút bụi, máy đánh bóng sàn,...
- Thiết bị chiếu sáng: đèn điện, đèn bàn
- Thiết bị chăm sóc cá nhân: máy sấy tóc, máy cạo râu, kẹp định hình tóc bằng nhiệt,...
- Thiết bị tỏa nhiệt: lò sưởi, bàn ủi.
- Thiết bị khéo tay: máy may, máy khoan cầm tay
- Thiết bị đo lường: cân, nhiệt kế kỹ thuật số
- Thiết bị giải trí (thiết bị điện tử tiêu dùng): Máy truyền hình, LCD và DVD, máy quay phim, máy ảnh, loa
- Thiết bị văn phòng: máy vi tính, máy hủy giấy tờ, máy huỷ giấy, máy huỷ tài liệu, máy huỷ giấy tự động, máy in nhỏ, máy fax...